# Unabhängigkeitsreferendum auf den Komoren 1974

Flagge der Komoren vor der Unabhängigkeit, bis 1975

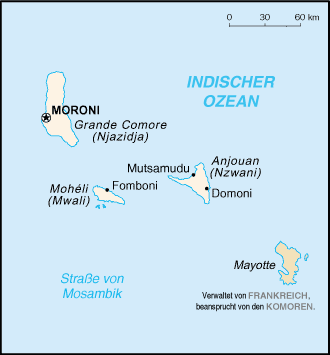
Die Inseln des Komorenarchipels

Ein Unabhängigkeitsreferendum auf den Komoren 1974 wurde am 22. Dezember 1974 auf den damals noch französischen Inseln des Komorenarchipels im Indischen Ozean (Hauptinseln: Grande Comore, Anjouan, Mohéli und Mayotte) durchgeführt. Nach dem ursprünglichen Unabhängigkeitsfahrplan Frankreichs sollte erst 1978 eine Volksabstimmung über die Unabhängigkeit erfolgen. Demonstrationen 1973 bewirkten jedoch, dass das Referendum vorgezogen wurde.

## Frage des Referendums
Die im Referendum gestellte, mit Oui oder Non zu beantwortende Frage lautete:

« Souhaitez-vous que le territoire des Comores devienne indépendant ? »

„Wollen Sie, dass das Territorium der Komoren unabhängig wird?“

## Ergebnisse
94,57 % der Wähler stimmten für die Unabhängigkeit. Fast alle Neinstimmen wurden auf der Insel Mayotte abgegeben, die damit mehrheitlich für den Verbleib bei Frankreich stimmte. Auf den anderen Inseln dagegen gab es fast keine Gegenstimmen zur Unabhängigkeit. 93,3 % der Wahlberechtigten beteiligten sich an dem Referendum.
Als Ergebnis des Referendum erklärten die Inseln Grande Comore, Anjouan und Mohéli als Republik der Komoren am 6. Juli 1975 ihre Unabhängigkeit, während Mayotte französisch blieb.
| Insel         | Für Unabhängigkeit | Für Unabhängigkeit | Gegen Unabhängigkeit | Gegen Unabhängigkeit | Ungültig | Summe   |
| Insel         | Stimmen            | %                  | Stimmen              | %                    | Ungültig | Summe   |
| ------------- | ------------------ | ------------------ | -------------------- | -------------------- | -------- | ------- |
| Anjouan       | 058.897            | 99,93              | 0.044                | 00,07                | 004      | 058.945 |
| Grande Comore | 084.123            | 99,98              | 0.021                | 00,02                | 039      | 084.183 |
| Mayotte       | 005.110            | 36,78              | 8.783                | 63,22                | 084      | 013.977 |
| Mohéli        | 006.054            | 99,92              | 0.005                | 00,08                | 003      | 006.062 |
| Summe         | 154.184            | 94,57              | 8.853                | 05,43                | 130      | 163.167 |

Quelle: African Elections Database